# Phoenix Suns 2009-2010
La stagione 2009-10 dei Phoenix Suns fu la 42ª nella NBA per la franchigia.
I Phoenix Suns arrivarono secondi nella Pacific Division della Western Conference con un record di 54-28. Nei play-off vinsero il primo turno con i Portland Trail Blazers (4-2), la semifinale di conference con i San Antonio Spurs (4-0), perdendo poi la finale di conference con i Los Angeles Lakers (4-2).

## Roster
| N° | Naz.                   | Ruolo | Sportivo          | Anno | Alt. | Peso |
| -- | ---------------------- | ----- | ----------------- | ---- | ---- | ---- |
| 1  | Stati Uniti (bandiera) | AC    | Amar'e Stoudemire | 1982 | 208  | 111  |
| 2  | Slovenia (bandiera)    | G     | Goran Dragić      | 1986 | 193  | 82   |
| 3  | Stati Uniti (bandiera) | A     | Jared Dudley      | 1985 | 201  | 102  |
| 8  | Stati Uniti (bandiera) | AC    | Channing Frye     | 1983 | 211  | 112  |
| 10 | Brasile (bandiera)     | G     | Leandro Barbosa   | 1982 | 191  | 80   |
| 13 | Canada (bandiera)      | G     | Steve Nash        | 1974 | 191  | 88   |
| 15 | Stati Uniti (bandiera) | C     | Robin Lopez       | 1988 | 213  | 116  |
| 17 | Stati Uniti (bandiera) | A     | Lou Amundson      | 1982 | 206  | 102  |
| 20 | Stati Uniti (bandiera) | AC    | Jarron Collins    | 1978 | 211  | 116  |
| 21 | Stati Uniti (bandiera) | AC    | Dwayne Jones      | 1983 | 211  | 113  |
| 23 | Stati Uniti (bandiera) | G     | Jason Richardson  | 1981 | 198  | 100  |
| 29 | Stati Uniti (bandiera) | A     | Alando Tucker     | 1984 | 198  | 93   |
| 32 | Stati Uniti (bandiera) | A     | Taylor Griffin    | 1986 | 201  | 108  |
| 33 | Stati Uniti (bandiera) | A     | Grant Hill        | 1972 | 203  | 102  |
| 55 | Stati Uniti (bandiera) | A     | Earl Clark        | 1988 | 208  | 102  |

## Staff tecnico
- Allenatore: Alvin Gentry
- Vice-allenatori: Bill Cartwright, Dan Majerle, Igor Kokoškov, John Shumate
- Preparatore atletico: Aaron Nelson